# La Petite Josette
Albums de Anne Sylvestre
La Rue, l'École, le Square Joyeux Noël !
La Petite Josette est un album d'Anne Sylvestre pour les enfants, paru dans sa maison de production en 1979. 

## Historique
Cet album paraît en 1979, et rassemble trois aventures de Josette, parues auparavant dans trois 45 tours : La Petite Josette et ses parents (1979), La Petite Josette et les moustaches (1976), et La Petite Josette et le carnaval (1977).
L'album reparaît chez EPM Musique dans une version augmentée en 1995, avec deux nouvelles chansons pour La Petite Josette et ses parents, et une nouvelle partie : La Petite Josette et le travail de maman. L'ordre des aventures est également différent. C'est le huitième volume dans la collection des Fabulettes.
En 2001 paraît un livre pour enfants d'Anne Sylvestre, La Petite Josette, illustré par Pef.
En 2009, Anne Sylvestre sort un album intitulé Le Retour de la petite Josette.

## Titres

### Version 1979
Toutes les chansons sont écrites et composées par Anne Sylvestre.
| No  | Titre                               | Durée |
| --- | ----------------------------------- | ----- |
| 1.  | La Petite Josette et ses parents    |       |
| 2.  | Papa et Maman                       |       |
| 3.  | Sous la table                       |       |
| 4.  | La Petite Josette et les moustaches |       |
| 5.  | Quel est ce chat ?                  |       |
| 6.  | Monsieur le phoque                  |       |
| 7.  | La Petite Josette et le carnaval    |       |
| 8.  | Miaou                               |       |
| 9.  | Wouah Wouah                         |       |
| 10. | La Farandole                        |       |

### Version 1995
Toutes les chansons sont écrites et composées par Anne Sylvestre.
| No  | Titre                                    | Durée |
| --- | ---------------------------------------- | ----- |
| 1.  | La Petite Josette et les moustaches      |       |
| 2.  | Quel est ce chat ?                       |       |
| 3.  | Monsieur le phoque                       |       |
| 4.  | La Petite Josette et ses parents         |       |
| 5.  | Tu t'appelles Jo                         |       |
| 6.  | Crocus                                   |       |
| 7.  | Papa et Maman                            |       |
| 8.  | Sous la table                            |       |
| 9.  | La Petite Josette et le travail de maman |       |
| 10. | Quand je suis malade                     |       |
| 11. | Mon doudou                               |       |
| 12. | La Petite Josette et le carnaval         |       |
| 13. | Miaou                                    |       |
| 14. | Wouah Wouah                              |       |
| 15. | La Farandole                             |       |

## Production
- Production : Anne Sylvestre
- Direction Musicale : François Rauber
- Paroles et musique : Anne Sylvestre
- Prise de son : Gérard Pillant (Studio E.T.A. Gaffinel)
- Poupée : Geneviève Ferrier[3]
- Photographie : Bernard Dupont
- Maquette et dessin : Pef[1]